# 271 Penthesilea
Penthesilea /ˌpɛnθɪsɪˈliːə/ (định danh hành tinh vi hình: 271 Penthesilea) là một tiểu hành tinh lớn ở vành đai chính. Ngày 13 tháng 10 năm 1887, nhà thiên văn học người Nga gốc Đức Viktor K. Knorre phát hiện tiểu hành tinh Penthesilea khi ông thực hiện quan sát ở Berlin và đặt tên nó theo tên Penthesilea, nữ hoàng của chiến binh Amazon trong thần thoại Hy Lạp.